# Canon EOS M3
Die Canon EOS M3 ist eine spiegellose Systemkamera des japanischen Herstellers Canon. Sie kam im April 2015 auf den Markt.

## Technische Merkmale
Die Kamera hat keinen Sucher und funktioniert im Live-View-Modus. Ein optional erhältlicher elektronischer Sucher (EVF-DC1 oder EVF-DC2) kann aufgesteckt werden. Der Bildsensor hat APS-C-Format und 24,2 Megapixel Auflösung. Videos können in Full-HD-Auflösung bei 29 Vollbildern pro Sekunde aufgenommen werden.
Der integrierte Blitz hat die Leitzahl 5. In den vorhandenen Blitzschuh passen alle EX-Speedlite-Blitzgeräte. Das Blitzsystem ist kompatibel mit dem ETTL-Standard von Canon und unterstützt auch drahtlose Blitzsteuerung über einen entsprechenden Blitz mit einer so genannten „Master“-Funktion.
Die Kamera ist in einem schwarzen oder weißen Gehäuse erhältlich.
Die Canon EOS M3 war in Europa und Asien als erstes erhältlich und später auch in den USA. Am 27. August 2015 gab Canon bekannt, dass die M3 auch in den USA verfügbar ist.
Auf der Homepage von Canon UK wird darauf hingewiesen, dass der Autofokus mit mehreren älteren Objektiven bei der M3 und der M10 nicht funktioniert. Ob dieses auch für ältere M-Modelle zutrifft, ist unklar.

## Objektive
Vom Hersteller sind mehrere EF-M Zoom-Objektive und Festbrennweiten verfügbar.
- EF-M 11-22 mm f/4-5.6 IS STM (entspricht 18–35 mm beim Kleinbildformat)
- EF-M 15-45 mm f/3.5-6.3 IS STM[6] (entspricht 24–72 mm beim Kleinbildformat)
- EF-M 18-55 mm f/3.5-5.6 IS STM (entspricht 29–88 mm beim Kleinbildformat)
- EF-M 22 mm f/2 STM (entspricht 35 mm beim Kleinbildformat)
- EF-M 28 mm f/3.5 Macro IS STM[7] (entspricht 45 mm beim Kleinbildformat)
- EF-M 32mm f/1.4 STM[8] (entspricht 51 mm beim Kleinbildformat)
- EF-M 55-200 mm f/4.5-6.3 IS STM (entspricht 88–320 mm beim Kleinbildformat)

Objektive mit EF- und EF-S-Bajonett können einschließlich des Autofokus mit einem Adapter benutzt werden, der sowohl von Canon als auch von anderen Herstellern angeboten wird.
Im Zusammenspiel mit STM-Objektiven kann die Kamera dem Objektiv die Autofokus-Geschwindigkeit vorgeben. Dies führt vor allem bei Video-Aufnahmen zu einer ruhigen Nachführung der Entfernungseinstellung.